# Шендоле
Шендоле (фр. Chênedollé) насеље је и општина у северној Француској у региону Доња Нормандија, у департману Калвадос која припада префектури Вир.
По подацима из 2011. године у општини је живело 241 становника, а густина насељености је износила 34,88 становника/km². Општина се простире на површини од 6,91 km². Налази се на средњој надморској висини од 309 метара (максималној 246 m, а минималној 182 m).

## Демографија
| 1962. | 1968. | 1975. | 1982. | 1990. | 1999. | 2011. |
| ----- | ----- | ----- | ----- | ----- | ----- | ----- |
| 199   | 218   | 196   | 185   | 218   | 221   | 241   |

График промене броја становника у току последњих година